# Le Grand Courbe
Le Grand Courbe (en norvégien Bøygen, API : /bøyj/), parfois nommé Le Grand Courbe d'Etnedal, est un troll dans le folklore scandinave du Royaume de Gudbrandsdal et de Telemark. Il se présente comme un obstacle pour les voyageurs sous la forme d'un serpent géant et gluant. 
Le Grand Courbe est un personnage essentiel du Peer Gynt d'Henrik Ibsen,

## Source
- (en) Cet article est partiellement ou en totalité issu de l’article de Wikipédia en anglais intitulé « Bøyg » (voir la liste des auteurs).